# Cerro Armadillo Grande
Cerro Armadillo Grande är en ort i Mexiko.   Den ligger i kommunen San Juan Bautista Valle Nacional och delstaten Oaxaca, i den sydöstra delen av landet, 300 km sydost om huvudstaden Mexico City. Cerro Armadillo Grande ligger 629 meter över havet och antalet invånare är 1 266.
Terrängen runt Cerro Armadillo Grande är kuperad åt sydost, men åt nordväst är den bergig. Runt Cerro Armadillo Grande är det ganska glesbefolkat, med 38 invånare per kvadratkilometer. Närmaste större samhälle är San Juan Bautista Valle Nacional, 10,1 km söder om Cerro Armadillo Grande. I omgivningarna runt Cerro Armadillo Grande växer i huvudsak städsegrön lövskog.